# Aeroportul Municipal Sulphur Springs
Aeroportul Municipal Sulphur Springs (IATA: SLR, ICAO: KSLR, FAA LID: SLR) este un aeroport din Texas, Statele Unite ale Americii ce deservește zona Sulphur Springs⁠(d). Aeroportul a fost tranzitat în 2019 de 16 pasageri. A fost numit după zona deservită.
Situat la o altitudine de 149 m, aeroportul dispune de 1 pistă.

## Infrastructură

### Piste
Aeroportul dispune de o singură pistă. Pista 01/19 are suprafața de beton și dimensiunile 5.001 picioare × 75 picioare. 